# Damian (Woskriesienski)
Damian, imię świeckie Dmitrij Grigorjewicz Woskriesienski (ur. 11 października?/23 października 1873 w Brusowie, zm. 3 listopada 1937 w uroczysku Sandarmoch) – rosyjski biskup prawosławny, święty nowomęczennik.

## Życiorys
Był synem kapłana prawosławnego. Po ukończeniu seminarium duchownego w Kursku w 1894 przez rok był psalmistą w cerkwi we wsi Nikołajewka (gubernia kurska). Następnie do 1897 pracował w szkole duchownej w Starym Oskole. 6 stycznia 1897 przyjął święcenia kapłańskie, jako mężczyzna żonaty. Przez cztery lata, do śmierci małżonki, służył w soborze Przemienienia Pańskiego w Putywlu. W 1905 ukończył studia w Petersburskiej Akademii Duchownej oraz równolegle studia na kierunku archeologia. 27 listopada 1904 złożył wieczyste śluby mnisze, przyjmując imię Damian.
Od 1905 do 1907 wykładał homiletykę w seminarium duchownym w Smoleńsku. Następnie przez rok pełnił obowiązki nadzorcy szkoły duchownej w Starym Oskole i przez trzy lata w Obojaniu. W 1911 otrzymał godność archimandryty i został rektorem seminarium duchownego w Smoleńsku.
29 kwietnia 1918 we Włodzimierzu odbyła się jego chirotonia na biskupa perejasławskiego, wikariusza eparchii włodzimierskiej. Aresztowany w 1920 we Włodzimierzu, został skazany przez Trybunał Rewolucyjny na uwięzienie i prace przymusowe do momentu zakończenia wojny domowej. Zwolniony w 1921, po roku został aresztowany ponownie i skazany na trzyletnią zsyłkę do Turkmenistanu. W 1925 wrócił po odbyciu kary do eparchii włodzimierskiej i został mianowany jej locum tenens. W grudniu tego samego roku dołączył do grigoriewców i wszedł w skład niekanonicznej Tymczasowej Wyższej Rady Cerkiewnej kierowanej przez arcybiskupa swierdłowskiego Grzegorza. W lutym 1926 ogłosił wystąpienie z niego i poprzez akt pokutny został przyjęty ponownie w skład episkopatu Rosyjskiego Kościoła Prawosławnego. Do 1927 pozostał locum tenens eparchii włodzimierskiej. Następnie w maju 1927 otrzymał godność arcybiskupa połtawskiego i perejasławskiego, którą łączył z obowiązkami locum tenens eparchii dniepropetrowskiej. W 1928 został arcybiskupem kurskim i obojańskim.
Na krótko aresztowany w Kursku w 1930, po raz czwarty trafił do więzienia w 1932, aresztowany razem z biskupem Mikołajem (Mogilewskim). Oskarżono o przywództwo w cerkiewno-monarchistycznej organizacji kontrrewolucyjnej i organizowanie oporu przeciw władzy radzieckiej i kolektywizacji rolnictwa, został skazany na śmierć przez rozstrzelanie. Wyrok zamieniono następnie na 10 lat łagrów. Karę odbywał w obozie urządzonym w dawnym Monasterze Sołowieckim. W listopadzie 1937 został rozstrzelany w uroczysku Sandarmoch.
Kanonizowany w 2000. Należy do Soboru Świętych Nowomęczenników i Wyznawców Rosyjskich oraz do Soboru Świętych Kurskich.